# Bruno de Sajonia
Bruno, también llamado Brun o Braun (h. 830/840- 2 de febrero de 880), un miembro de la dinastía otoniana, fue duque de Sajonia desde 866 hasta su muerte. Se incluye entre los antepasados de los brunónidas, una rama menor de los otonianos, aunque esta filiación es insegura. Bruno resultó muerto luchando contra los guerreros nórdicos en la batalla del Páramo de Luneburgo y es venerado como uno de los mártires de Ebsdorf.

## Biografía
Era el hijo mayor del conde sajón Ludolfo (m. en 866) y su esposa, Oda de Billung. Su padre tuvo amplias propiedades en Ostfalia a lo largo del río Leine, donde en 852 fundó el monasterio de Brunshausen. Bruno sucedió a su padre y se le menciona como conde en 877.
Mientras Ludolfo es descrito como dux orientalis Saxonum, esto es, líder de la Sajonia oriental (Ostfalia), es posible que Bruno, según la Res gestae saxonicae del cronista medieval Viduquindo de Corvey, ya fuese dux totius Saxonum, duque (Herzog) de toda Sajonia. El ascenso de su familia en Francia Oriental queda documentado por el hecho de que la hermana de Bruno, Lutgarda en 874 se casara con el príncipe carolingio Luis el Joven, segundo hijo del rey Luis el Germánico, de ahí que en adelante se le llame ducem et fratrem reginæ, "duque y hermano de la reina" en los Annales Fuldenses. Nada se sabe de su matrimonio y descendencia.
Apoyó a su cuñado Luis el Joven en las luchas con su tío, el emperador Carlos el Calvo. Como comandante en jefe sajón durante las invasiones vikingas, murió, junto con otros nobles, en una batalla contra guerreros "nórdicos" (probablemente un contingente danés del "Gran ejército pagano", derrotado por el rey Alfredo el Grande) en la fiesta de la Candelaria, el 2 de febrero de 880. La batalla, de mediados de invierno, fue una aplastante derrota; el duque Bruno, los obispos de Minden y Hildesheim, así como doce condes sajones y otros varios nobles, resultaron muertos. Según el obispo cronista Tietmaro de Merseburgo, Bruno murió en un río inundado, que probablemente tuvo lugar durante la batalla o una retirada. Le sucedió su hermano menor, Otón I el Ilustre, cuyo hijo Enrique el Pajarero se convirtió en rey de Francia oriental en 919.

## Veneración

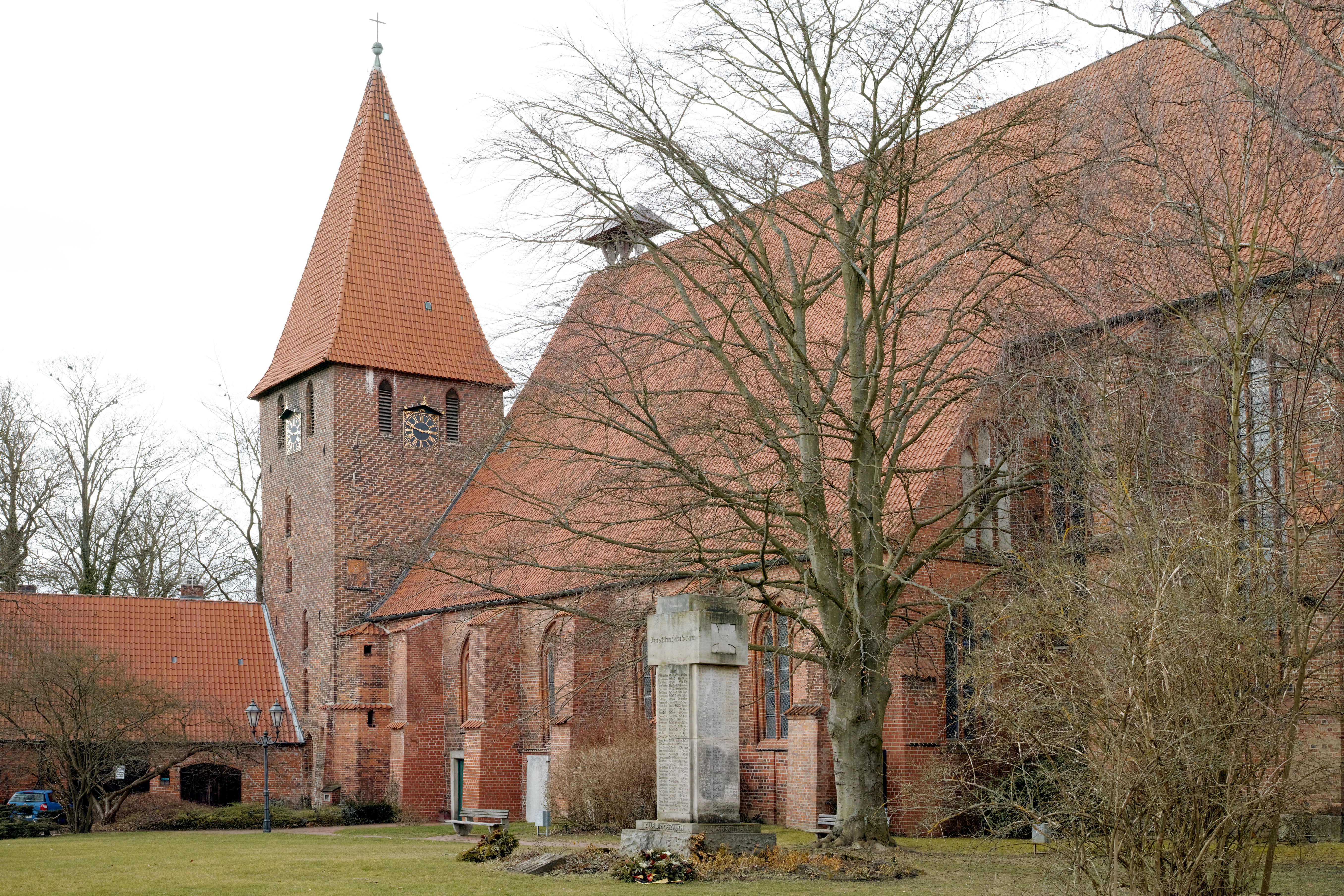
Abadía de Ebstorf

Bruno es venerado como un santo y mártir por la iglesia católica, siendo su festivo el 2 de febrero con el nombre de San Bruno de Sajonia. Alrededor de 1160 sus reliquias fueron trasladadas por los condes Dannenberg a la abadía de Ebstorf cerca de Uelzen, que desde el siglo XIV fue definida como el lugar de la batalla del año 880 y se convirtió en un gran lugar de peregrinación.
Según la tradición, Bruno es también el fundador de Brunswick así como el antepasado del conde local Brun I (un candidato en la elección real de 1002) y sus descendientes brunónidas. La constancia de la onomástica sugiere un parentesco, sin embargo, algunas menciones parecen referirse a un margrave sajón anterior, llamado Brun el Joven, posiblemente abuelo de Bruno.